# Palazzo Schifanoia

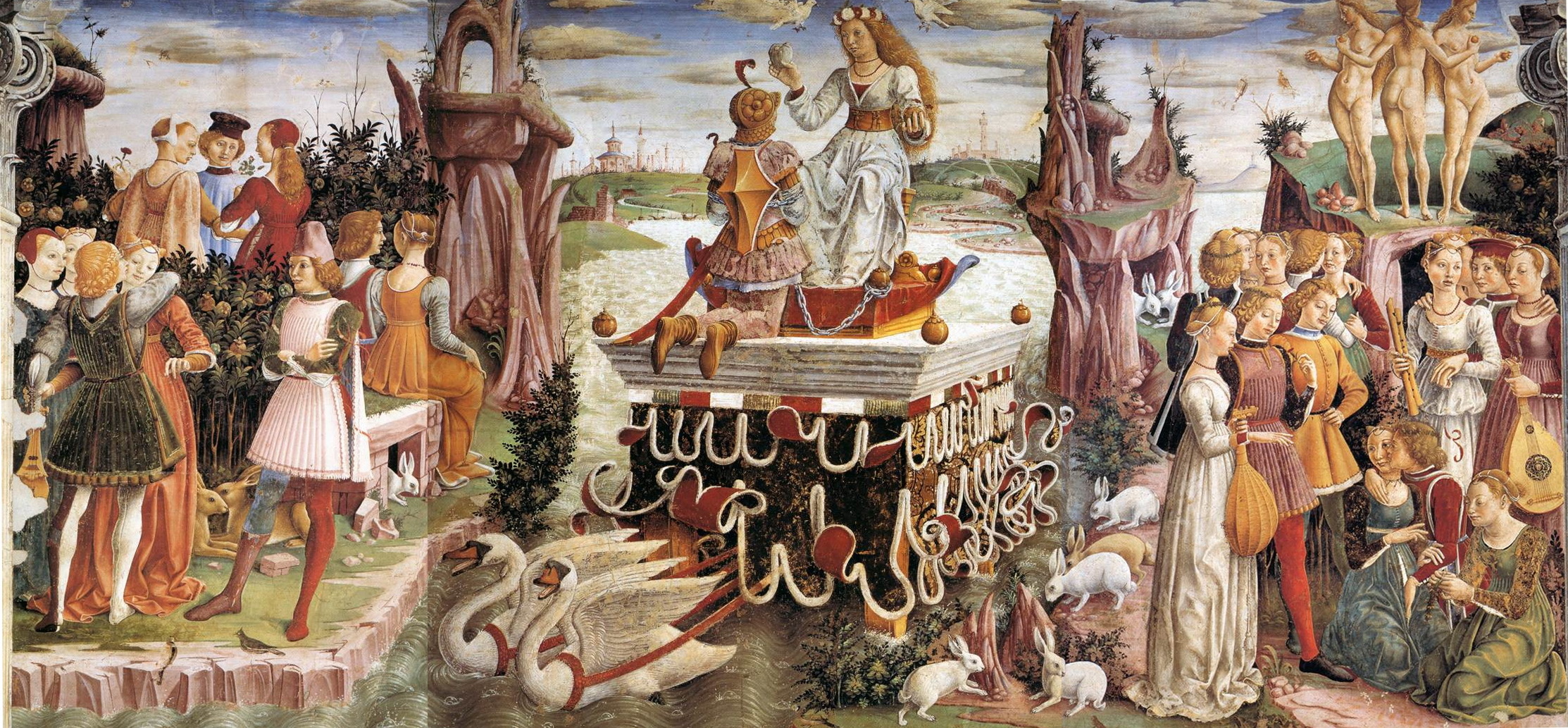
Triunfo de Venus, de Francesco del Cossa.

El palazzo Schifanoia (que en italiano significa literalmente  «che schiva la noia», que evita el aburrimiento) es un edificio de Ferrara, construido en 1385, hoy sede de un museo.

## Museo
El palacio se construyó por mandato de Alberto V de Este y luego fue transformado y ampliado especialmente en la época de Borso de Este. El nombre quería subrayar su carácter divertido (literalmente "que esquiva el aburrimiento"). En 1493 fue completado por Biagio Rossetti.
La fachada se caracteriza por un gran portal de mármol esculpido que remonta a 1470. Dentro del museo la visita comienza por la parte más antigua, del siglo XIV, donde se ofrecen diversas colecciones de pinturas, bronces, marfiles, incrustaciones de madera, cerámica y medallas.
El palacio es especialmente famoso por los frescos de la «sala de los meses» (Salone dei Mesi), incluyendo el ciclo pictórico más importante del Quattrocento italiano. El autor del programa iconográfico, una especie de gran calendario en el que se mezclan las necesidades festivas de Borso, la mitología antigua y la astrología árabe, es Pellegrino Prisciani, astrólogo y bibliotecario de la corte. En cuanto al creador artístico, desde hace mucho tiempo se lo identifica como Cosimo Tura, en realidad, esta es una noticia que no tiene fundamento alguno.
Seguramente participaron colectivamente los mejores pintores de la Escuela de Ferrara, entre ellos Francesco del Cossa y Ercole de Roberti, siendo retocados poco más tarde por Baldassare d'Este, que se encargó de los retratos de los miembros de la familia de Borso d'Este. El nombre se deriva de las personificaciones de meses del año; cada uno se corresponde a un símbolo del zodíaco y las alegorías relacionadas con el trabajo. La parte más baja está decorada con Episodios de la vida de Borso de Este y la parte alta con los Triunfos de los dioses. Solo se conservan los meses de marzo a septiembre, ubicados en el sentido contrario de las agujas del reloj.
La siguiente sala de las virtudes presenta un techo significativo con cofres de oro y pinturas, obra de Domenico Paris, del siglo XV. Están representadas las virtudes cardinales y las virtudes teologales entre los escudos de armas de los Este.

## Imágenes
| Decano de la derecha del mes de marzo. | Decano central del mes de marzo. | Decano de la izquierda del mes de marzo. |

| Decano del mes de abril.  |
| Decano del mes de agosto. |